# Addio ai monti

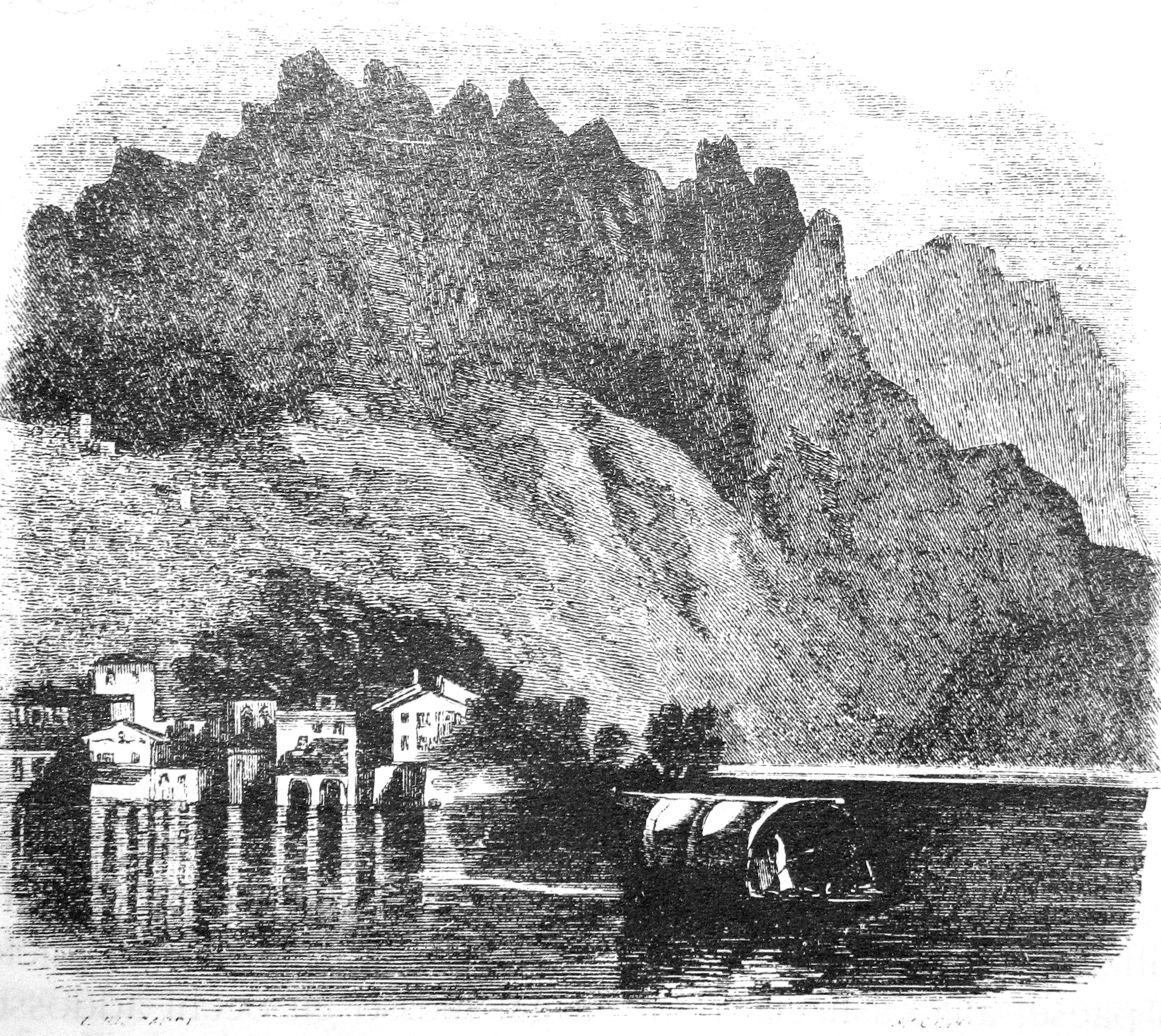
L'Addio ai monti illustrato da Luigi Riccardi nell'edizione del 1840

L'Addio ai monti è un brano tratto dal capitolo VIII dei Promessi sposi di Alessandro Manzoni (1785-1873). Qui Manzoni riporta i pensieri di Lucia mentre saluta tristemente, a bordo di una barca, il paese tanto amato. Rivolge il suo addio soprattutto ai monti, paragonati ai visi dei suoi cari, ai torrenti che ricordano il suono delle voci dei suoi amici, alle ville sparse, alla chiesa in cui si sarebbe dovuta sposare, alla sua casa nativa e alla casa del promesso sposo, Renzo.

## L'inserimento all'interno del romanzo
La notte tra il 10 e l'11 novembre 1628, Renzo e Lucia, su indicazione di fra Cristoforo, abbandonano in barca il paese natale per sfuggire da don Rodrigo, il quale mira alla mano della fanciulla; questa, rivedendo i propri luoghi cari, che teme di perdere, e il tetro maniero del suo famigerato pretendente, è vinta dallo sconforto e, posati il braccio e la fronte sul bordo della piccola imbarcazione, piange. Manzoni riporta i pensieri di Lucia, che fanno riferimento ai luoghi che la giovane donna teme di non poter più rivedere.

## Testo
Ma chi non aveva mai spinto al di là di quelli neppure un desiderio fuggitivo, chi aveva composti in essi tutti i disegni dell'avvenire, e n'è sbalzato lontano, da una forza perversa! Chi, staccato a un tempo dalle più care abitudini, e disturbato nelle più care speranze, lascia que' monti, per avviarsi in traccia di sconosciuti che non ha mai desiderato di conoscere, e non può con l'immaginazione arrivare a un momento stabilito per il ritorno! Addio, casa natìa, dove, sedendo, con un pensiero occulto, s'imparò a distinguere dal rumore de' passi comuni il rumore d'un passo aspettato con un misterioso timore. Addio, casa ancora straniera, casa sogguardata tante volte alla sfuggita, passando, e non senza rossore; nella quale la mente si figurava un soggiorno tranquillo e perpetuo di sposa. Addio, chiesa, dove l'animo tornò tante volte sereno, cantando le lodi del Signore; dov'era promesso, preparato un rito; dove il sospiro segreto del cuore doveva essere solennemente benedetto, e l'amore venir comandato, e chiamarsi santo; addio! Chi dava a voi tanta giocondità è per tutto; e non turba mai la gioia de' suoi figli, se non per prepararne loro una più certa e più grande.»
(I promessi sposi, cap. VIII, p. 163)

## Breve commento

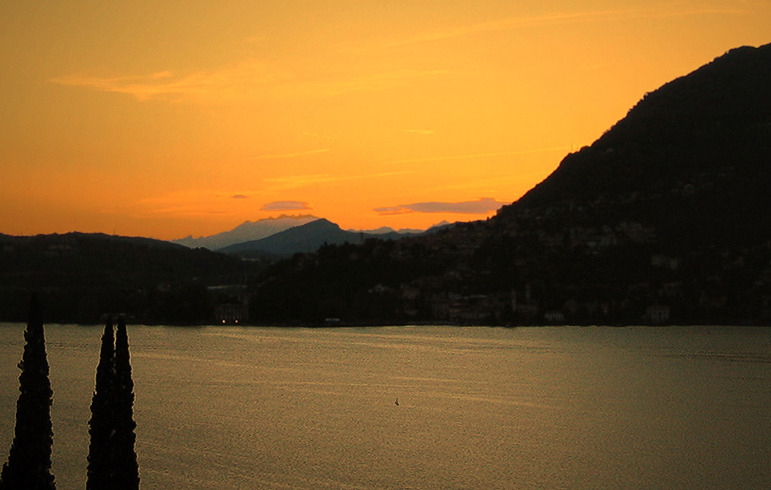
Il lago di Garlate al tramonto, scenario dellAddio ai monti

Il passo è il momento più lirico di tutto il romanzo, tanto che viene considerato dai commentatori poesia in prosa, tesi rafforzata dal fatto che si possono individuare all'interno del testo vari versi, decasillabi ed endecasillabi; il registro, come si confà alla lirica, è elevato sia nelle figure retoriche sia nella sintassi sia nel lessico e il tono è fortemente idillico. Esiste però un elemento che incupisce in una certa misura il procedere morbido e quasi bucolico del passo, la presenza di don Rodrigo, la cui ombra aleggia, minacciosa, su tutti i pensieri di Lucia: è la vista del suo palazzotto che fa rabbrividire la giovine e la fa piombare in un profondo sconforto, sfogato nel pianto. Per tutta la durata del brano la narrazione è sospesa, il che consente all'autore di creare un "cantuccio" in cui tanto il personaggio quanto Manzoni stesso possano esternare i propri sentimenti, con una funzione simile a quella del coro nelle tragedie del nostro. L'ambientazione notturna e il paesaggio lacustre costituiscono un contesto ideale per l'esternazione dei sentimenti della giovine. Tuttavia l'autore, come di consueto, desidera mantenere uno stretto controllo sulla narrazione e sulla propria opera, per cui, al termine del passo, chiude bruscamente il momento idillico con l'espressione "Di tal genere, se non tali appunto, erano i pensieri di Lucia".
Il tema centrale del passo, lirico ed elegiaco, è certamente quello del difficile distacco dalla terra natìa e della delusione che sempre accompagna l'emigrante, il quale lascia ciò che ha di più caro per un futuro incerto, esattamente come Lucia, ma non mancano, naturalmente, riferimenti alla religione e alla Provvidenza, le quali permeano l'intero romanzo e ne sono due delle maggiori tematiche di fondo. Il concetto di Provvidenza fa capolino nella chiusa del passo, in cui si ricorda che Dio predispone le sofferenze degli uomini solo in vista di un bene e di una gioia "più certa e più grande", concetto che è il filo conduttore di tutta la trama dell'opera.
Di fronte alla durezza dell'esilio e all'infrangersi dei desideri e degli affetti quotidiani, la speranza del ritorno e la fiducia nella Provvidenza divina ricompongono l'armonia della vita.